# Els homes lliures de Jones
Els homes lliures de Jones (títol original en anglès, Free State of Jones) és una pel·lícula de drama històric estatunidenc de 2016 sobre la Guerra civil americana escrita i dirigida per Gary Ross. La cinta explica la vertadera història dels desertors confederats del comtat de Jones i és protagonitzada per Matthew McConaughey, Gugu Mbatha-Raw, Keri Russell i Mahershala Ali.

## Argument
Després de sobreviure a la Segona Batalla de Corinth el 1863, durant la Guerra Civil, Newton Knight, un pagès de Mississipi, lidera un grup de desertors confederats antiesclavistes al Comtat de Jones i els dirigeix contra la Confederació. Knight, posteriorment, es casa amb Rachel, que abans havia estat esclava, establint així la primera comunitat mixta de la zona.

## Repartiment
- Matthew McConaughey: Newton Knight[2]
- Gugu Mbatha-Raw: Rachel Knight
- Keri Russell: Serena Knight
- Mahershala Ali: Moses Washington
- Brad Carter: Lloctinent Barbour
- Sean Bridgers: Sumrall

## Crítica
- "La seva pretensió de combinar informació i emoció origina un duel dialèctic desigual, una carrera accelerada que (...) potser hagués funcionat millor en un altre format amb més recorregut (...) Puntuació: ★★★ (sobre 5)"[3]
- "Un drama sobre la Guerra Civil, escrit i dirigit amb més perseverança que emoció per Gary Ross."[4]
- "No és una lliçó d'història, però és un entreteniment comercial de Hollywood que respecta la història i sembla convidar a la discussió i el debat (...) Puntuació: ★★★½ (sobre 4)"[5]